# Stan Kenton

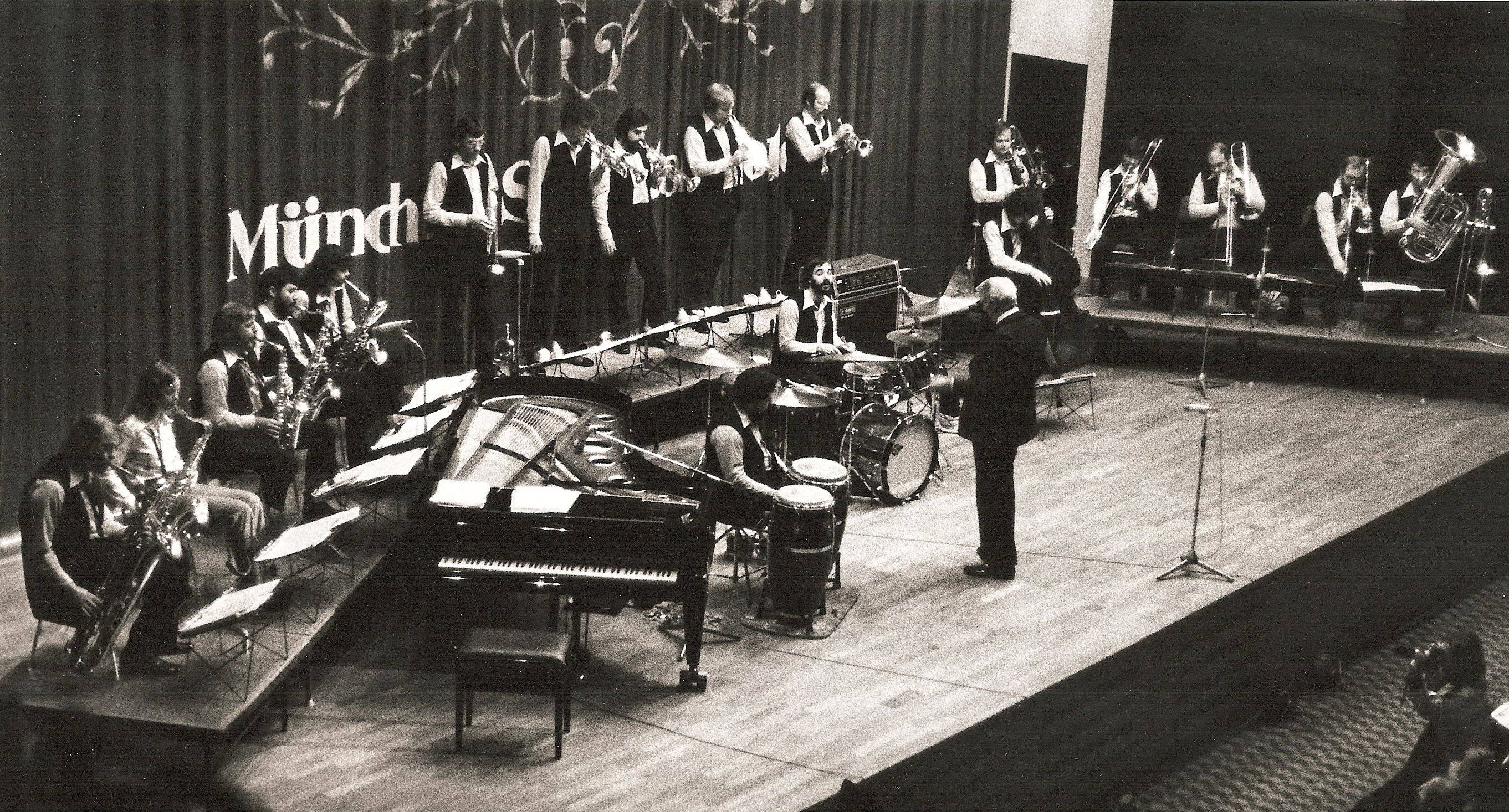
Big-band Stana Kentona w 1973 roku

Stanley Newcomb Kenton (ur. 15 grudnia 1911 w Wichita, zm. 25 sierpnia 1979 w Los Angeles) – amerykański muzyk jazzowy. Prowadził innowacyjną i wpływową orkiestrę jazzową, później udzielał się jako nauczyciel i wychowawca.

## Życiorys
Stan Kenton urodził się w miejscowości Wichita, stan Kansas, dorastał początkowo w Kolorado, a następnie w Kalifornii. Będąc dzieckiem uczył się grać na pianinie, później uczęszczał do Bell High School w Kalifornii, którą ukończył w 1930 roku.
W latach 30. Kenton grał w zespołach tanecznych Vida Musso i Gusa Arnheima. W czerwcu 1941 roku stworzył własną orkiestrę, która stała się później jednym z najbardziej znanych zespołów lat 40. na wschodnim wybrzeżu USA. Styl zespołu Kentona był określany jako "ściana dźwięku". Mimo iż był dobrym pianistą, inspirowanym dokonaniami Earla Hinesa, bardziej sprawdzał się w tamtym czasie jako aranżer. W jego zespole nie było muzyków o znanych nazwiskach, jednak latem 1941 roku orkiestra Stana Kentona regularnie grywała dla wymagającej publiczności w Rendezvous Ballroom w Balboa Beach, Kalifornia.
Te początkowe sukcesy nie przełożyły się jednak na liczbę sprzedawanych przez firmę Decca nagrań, a umowa ze stacją radiową na tworzenie tła muzycznego do występów innych artystów nie zaliczała się do sukcesów.
Dopiero pod koniec 1943 roku, po podpisaniu kontraktu z Capitol Records, Stan Kenton Orchestra zaczęła zdobywać większą popularność. Nowe nagranie, "Eager Beaver", odniosło sukces. Zespół zaczął być bardziej rozpoznawalny i stopniowo umacniał swoją pozycję na rynku. Około 1945 roku zaczął ewoluować – głównym aranżerem został Pete Rugolo, który rozszerzał i modyfikował pomysły Kentona, a do składu osobowego dołączyła June Christy. Jej przeboje ("Tampico" czy "Accross the Alley From the Alamo") przynosiły zyski, z których Kenton mógł finansować bardziej ambitne projekty. W tym też czasie powstała "Laura" – tytułowa piosenka z filmu, w którym wystąpiła Gene Tierney. Sam Kenton zaczął używać w stosunku do swojej muzyki terminu jazz progresywny.
W 1949 roku Kenton zrobił sobie rok przerwy i zrezygnował z występów. W 1950 wrócił z 39-osobową Innovations in Modern Music Orchestra, która składała się z szesnastu instrumentów smyczkowych, sekcji dętych instrumentów drewnianych i dwóch rogów francuskich. W skład zespołu wchodzili między innymi Maynard Ferguson, Shorty Rogers, Milt Bernhart, John Graas, Art Pepper, Bud Shank, Bob Cooper, Laurindo Almeida, Shelly Manne i June Christy. Artystycznie projekt bronił się, dużo gorzej było od strony komercyjnej. Kenton poprowadził dwie trasy koncertowe w 1950 i 1951 roku, ale szybko powrócił do swojego standardowego "zestawu" 19 muzyków.
Ostatnim sukcesem Kentona był istniejący w latach 1960–1963 zespół złożony z melofonów. Nagrane wraz z nim płyty Adventures in Jazz oraz West Side Story zdobyły nagrody Grammy w 1962 i 1963 roku. Od 1963 roku big band Kentona zaczął ulegać zmianie. Powoli zaczęto rezygnować z utalentowanych solistów na rzecz młodych muzyków, których dziesiątki przewijało się przez zespół Kentona. Kenton Plays Wagner z 1964 roku okazał się ważnym projektem pomimo tego, że Stan zaczął udzielać się wtedy bardziej jako nauczyciel i propagator jazzu. Zachęcał młode zespoły ze szkół średnich do grania jazzu i prezentował im swój styl, ten sam, który nazywał jazzem progresywnym. We wczesnych latach 70. rozwiązał długoletnią współpracę z Capitolem i założył własną wytwórnię płytową The Creative World of Stan Kenton.
Kenton występował niemal do końca swojego życia. Jego ostatni koncert miał miejsce w sierpniu 1979 roku, tydzień przed zawałem serca. Został pochowany w Westwood Village Memorial Park Cemetery, Los Angeles.

## Współpracujący muzycy
Niektórzy muzycy z którymi współpracował Stan Kenton:

- Laurindo Almeida
- Gabe Balthazar
- Gary Barone
- Milt Bernhart
- Bud Brisbois
- Conte Candoli
- Pete Candoli
- Billy Catalano
- Jack Costanzo
- Buddy Childers
- Bob Cooper
- Maynard Ferguson
- Mary Fettig
- Carl Fontana
- Sam Aleccia
- Stan Getz
- Dizzy Gillespie
- Bob Gioga
- Bill Holman
- Clay Jenkins
- Jimmy Knepper
- Lee Konitz
- Skip Layton
- Stan Levey
- Willie Maiden
- Shelly Manne
- Gerry Mulligan
- Vido Musso
- Lennie Niehaus
- Art Pepper
- Doug Purviance
- Ray Reed
- George Roberts
- Gene Roland
- Frank Rosolino
- Shorty Rogers
- Eddie Safranski
- Carl Saunders
- Jay Saunders
- Dick Shearer
- Gene Siegel
- Ed Soph
- Bud Shank
- Zoot Sims
- Bart Varsalona
- Mike Vax
- Kai Winding

## Dyskografia
- A Presentation of Progressive Jazz (1947)
- City of Glass (1951)
- Kenton ’51 Concert at Cornell University (nagr. 1951, wyd. 1993)
- Easy Go (nagr. 1950-52, wyd. 2001)
- New Concepts of Artistry in Rhythm (1952)
- Portraits on Standards (1953)
- Kenton Showcase: The Music of Bill Holman and Bill Russo (1954)
- Contemporary Concepts (1955)
- Kenton in Hi-Fi (1956)
- Cuban Fire! (1956)
- Back to Balboa (1958)
- Lush Interlude (1958)
- The Stage Door Swings (1958)
- Viva Kenton! (1959)
- Road Show (1959)
- At the Las Vegas Tropicana (1959)
- Standards in Silhouette (1959)
- The Sophisticated Approach (1961)
- The Romantic Approach (1961)
- A Merry Christmas (1961)
- West Side Story (1961)
- Adventures in Blues (1961)
- Adventures in Jazz (1961)
- Adventures in Standards (1961)
- Adventures in Time (1962)
- Stan Kenton – Tex Ritter (1962)
- Artistry in Bossa Nova (1963)
- Artistry in Voices and Brass (1963)
- Kenton/Wagner (1964)
- The Jazz Compositions of Dee Barton (1967)
- Hair (1968)
- Tęcza Finiana (1968)
- Live at Redlands University (1970)
- Live at Brigham Young (1971)
- Live at Butler University (1973)
- Birthday in Britain (1973)
- 7.5 on the Richter Scale (1973)
- Kenton Plays Chicago (1974)
- Fire, Fury and Fun (1974)
- Kenton '76 (1976)
- Live in Europe (1976)
- Journey into Capricorn (1976)